# 天佑美國聖經
天佑美國聖經（英語：God Bless the U.S.A. Bible），或願上帝保佑美國聖經，又稱川普聖經（英語：Trump Bible），是一本钦定版圣经並加上特定的美國內容。此聖經由美國歌手李·格林伍德在2021年彙編，並由唐納·川普在2024年美國總統選舉的宣傳活動時，使用他自己個人的品牌來作推廣。

## 歷史
在2021年，為紀念911事件20周年，美國歌手李·格林伍德推出天佑美國聖經。在這本聖經中，封面包括了美國國旗，內容則包括了美國獨立宣言、美國憲法、美国权利法案、美國效忠宣誓。在2024年美國總統選舉，唐納·川普推廣了這本著作，並認為，如要讓美國再次偉大，必須讓美國回到最重要的東西，即是基督宗教。